# Средиземноморская кухня

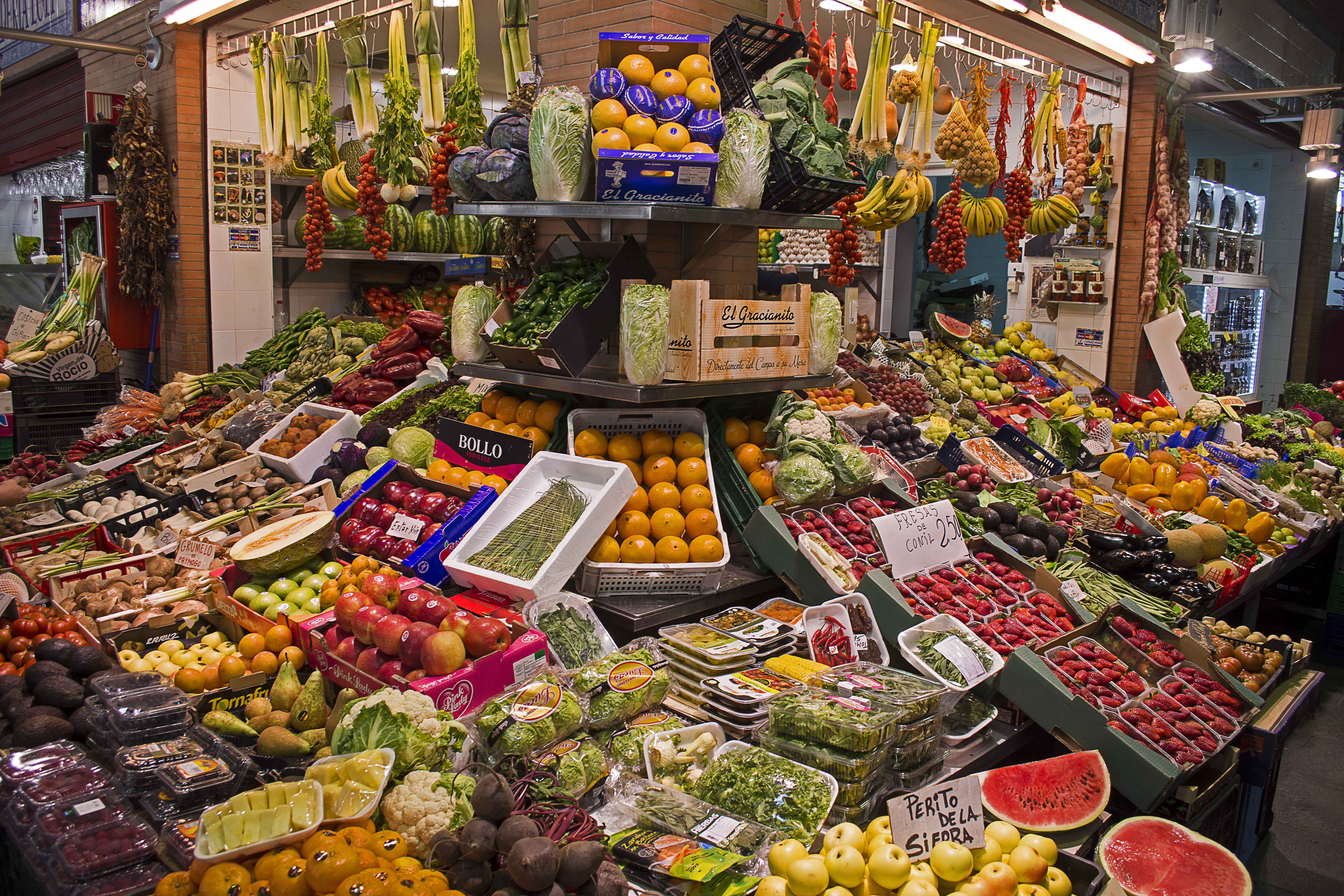
Средиземноморскую кухню отличает обилие свежих овощей и фруктов

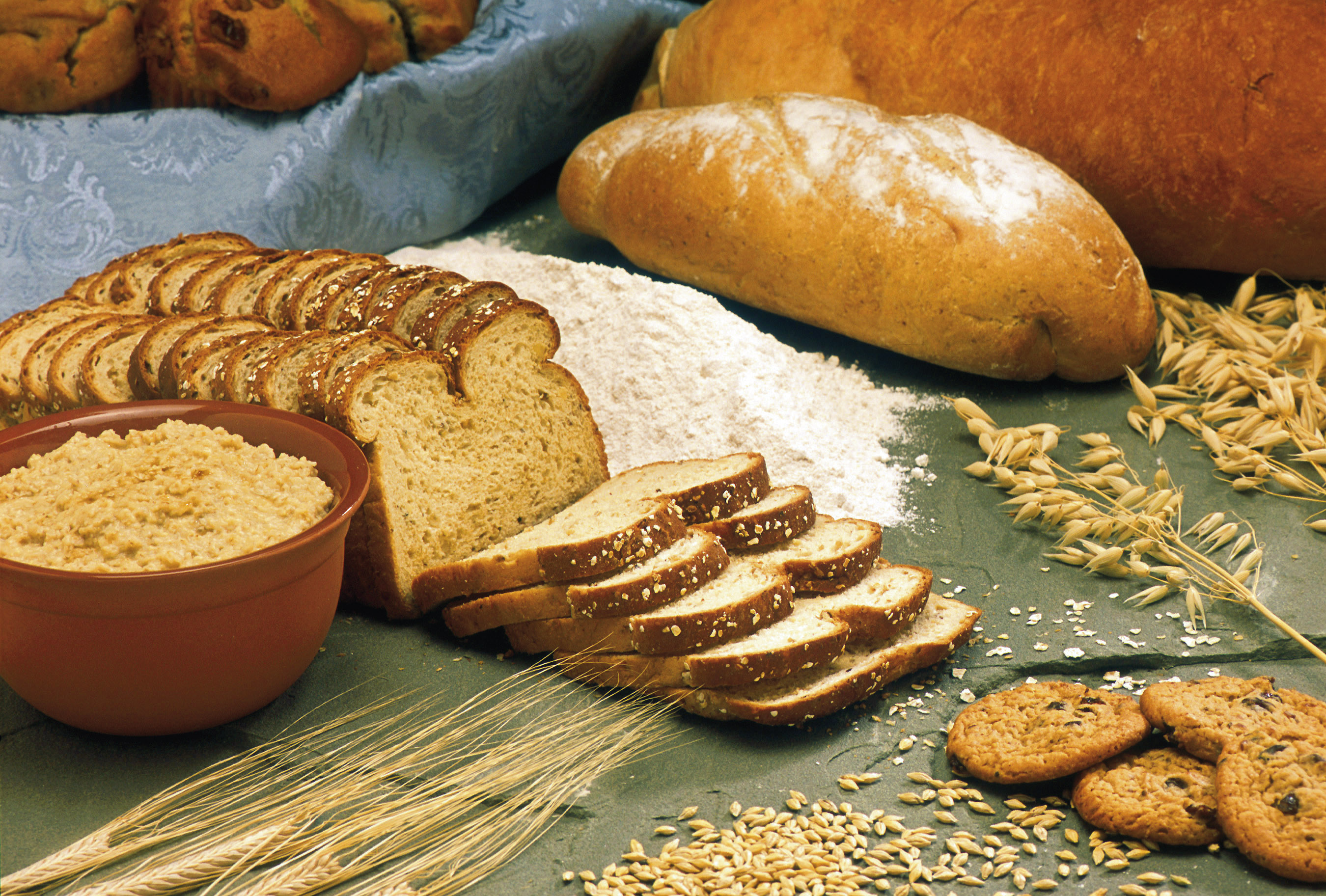
Блюда из злаков являются одним из основных элементов средиземноморской кухни

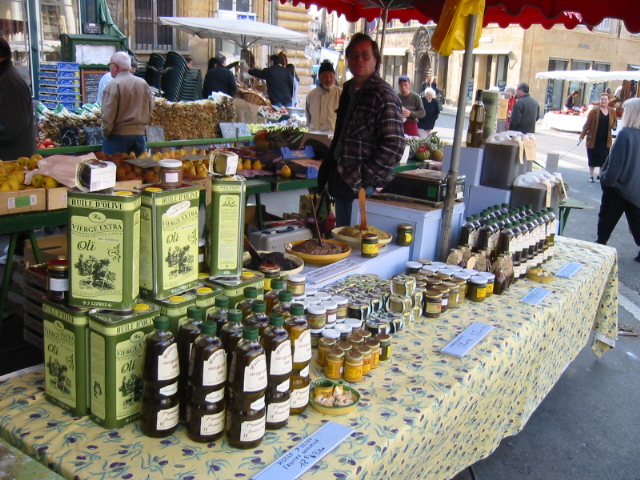
Оливковое масло на рыночном прилавке в Авиньоне

Средиземноморская кухня — объединяет в себе кухни стран средиземноморского региона. Хотя существуют общие для всех кухонь элементы, такие как использование оливкового масла, зелени и чеснока, гастрономические традиции различных стран значительно отличаются друг от друга, поэтому «средиземноморская кухня» является лишь сборным понятием, а не отдельной кухней.

## Типичные продукты
- Оливковое масло и оливки
- Свежие овощи: помидоры, баклажаны, болгарский перец, цукини
- Чеснок, лук
- Рыба и морепродукты
- Зелень, например, тимьян, розмарин, орегано и базилик
- Белый хлеб, паста и рис
- В некоторых странах регулярное употребление красного вина

## Средиземноморская диета
В 50-х годах XX века Анселом и Маргарет Кей был введён в употребление термин «средиземноморская диета». Множественные медицинские исследования показали, что жители стран Средиземноморья менее подвержены риску сердечно-сосудистых заболеваний, реже страдают от избыточного веса, повышенного давления, диабета. Средиземноморская диета также снижает риск заболевания болезнью Альцгеймера. Это обусловлено прежде всего обильным употреблением в пищу свежих овощей и фруктов, блюд из зерновых культур и умеренного количества мяса и рыбы (жиры поступают в организм в основном из оливкового масла).
Средиземноморская диета:
- 60 % углеводов (хлеб, макаронные изделия)
- 30 % жиров (главным образом оливковое масло)
- 10 % белков (мясо, рыба, бобы, горох, фасоль)